# Russellville (Arkansas)
Russellville és una població dels Estats Units a l'estat d'Arkansas. Segons el cens del 2008 tenia 27.602 habitants.

## Demografia
Segons el cens del 2000, Russellville tenia 23.682 habitants, 9.241 habitatges, i 6.006 famílies. La densitat de població era de 352,6 habitants/km².
Per edats la població es repartia de la següent manera: un 23,6% tenia menys de 18 anys, un 16,6% entre 18 i 24, un 26,9% entre 25 i 44, un 18,9% de 45 a 60 i un 14% 65 anys o més.
L'edat mediana era de 32 anys. Per cada 100 dones de 18 o més anys hi havia 89,3 homes.
La renda mediana per habitatge era de 30.772 $ i la renda mediana per família de 40.242 $. Els homes tenien una renda mediana de 30.133 $ mentre que les dones 19.906 $. La renda per capita de la població era de 16.315 $. Entorn del 10,9% de les famílies i el 15,6% de la població estaven per davall del llindar de pobresa.

## Poblacions més properes
El següent diagrama mostra les poblacions més properes.